# Андрій Володимирович (князь логойський)
Андрій Володимирович (бл. 1390 — після 1457) — литовсько-руський князь з династії Гедиміновичів, син київського князя Володимира Ольгердовича, брат Олелька та Івана Володимировичів.

## Біографія
Був молодшим сином Володимира Ольгердовича від пізнього шлюбу з невідомою дружиною. На відміну від братів не отримав у княжіння якогось значного уділу. Натомість був наділений численними маєтностями на території Білорусі та Литви, які отримав за правління великих князів Вітовта, Сигізмунда та Казимира. Займав високе становище у Великому князівстві Литовському, входив до великокняжої ради. До маєтностей Андрія Володимировича належали Логойськ, Гайна і Кам'янець у Мінському повіті; Славенськ в Ошмянському; Полонне і Лемниця у Вітебській землі та ін.
У 1422 році Андрій Володимирович разом з іншими князями підписував Мельнський мир з тевтонцями. Під час Громадянської війни у великому князівстві підтримував Сигізмунда Кейстутовича, незважаючи на те що його старший брат, Олелько виступав на стороні Свидригайла Ольгердовича. У 1435 Андрій брав участь в підписані мирного договору з поляками у Бересті. 1446 року в Києві склав заповіт на дружину та дітей, а також велів поховати його у Києво-Печерській лаврі. Помер близько 1457 року, десь в цей час помер і його єдиний син Гліб, а всі маєтності Андрія відійшли дружині та родичам, які пізніше неодноразово судились за спадщину князя.
Логойськ та Кам'янець після смерті Андрія відійшли до державних володінь та невдовзі були передані князям Чорторийським. Полонне та Лемниця перейшли до Андрійового швагра, Сеньки Івановича Черейського. Решта маєтностей дістались Федорі Рогатинській, яка була дочкою Євдокії Андріївни, та дружиною Івана Семеновича Кобринського.

## Сім'я та діти
Дружину Андрія Володимировича звали Марія, її походження невідоме, скоріш за все вона не належала до якихось княжих родів. Мали двох дітей:
- Гліб Андрійович (?—бл. 1457) — помер за життя батька.
- Євдокія Володимирівна — дружина кам'янецького старости, руського боярина Богдана Івашка Рогатинського, у шлюбі з яким мала двох дочок: Федору та невідому на ім'я.